# Grit Bauer-Revellio
Grit Bauer-Revellio (* 14. Januar 1924 in Stuttgart-Cannstatt als Grit Bauer; † 28. August 2013 in Stuttgart) war eine deutsche Architektin.

## Leben und Werk

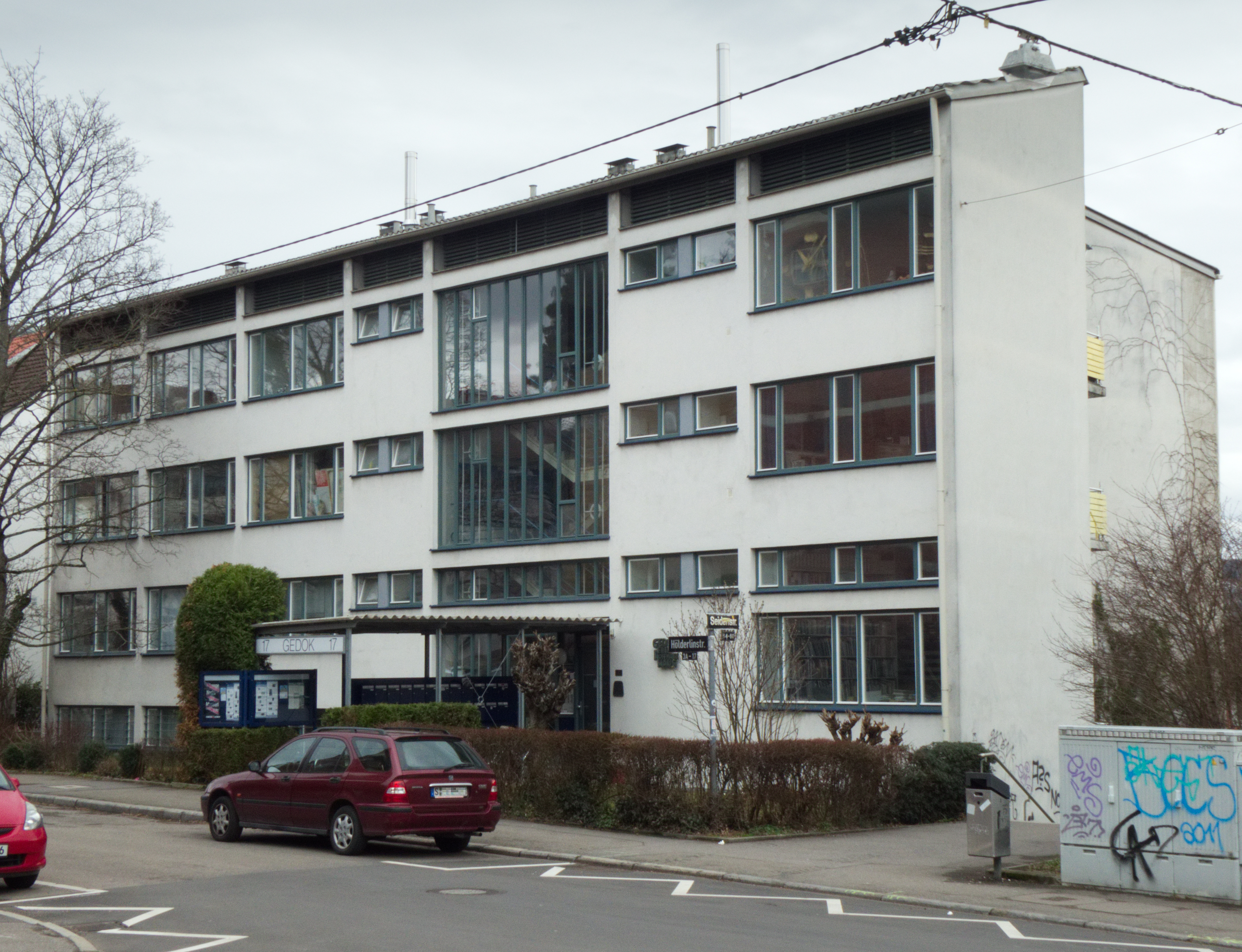
Gedok-Haus in Stuttgart, Hölderlinstraße 17 (2017)

Grit Bauer wuchs mit drei Geschwistern in der Familie des Architekten und Bauunternehmers Ludwig Bauer in Stuttgart auf. Die Familie besaß eine von Paul Bonatz entworfene Villa in Hanglage. Nach dem Abitur begann Grit Bauer 1942 ein Studium im Fachbereich Bauwesen der Technischen Hochschule Stuttgart, unterbrach dieses aber bald, um in Innsbruck eine Maurer- und Zimmerlehre zu machen. 1945 nahm sie ihr Studium wieder auf. 1949 bestand sie die Diplom-Hauptprüfung, ihre Diplom-Arbeit entstand unter Betreuung durch Rolf Gutbrod.
Sie trat nicht in den väterlichen Betrieb ein, sondern arbeitete als freie Mitarbeiterin für verschiedene Architekturbüros in Stuttgart. 1952 beteiligte sie sich am Architekturwettbewerb um ein Wohn- und Atelierhaus für die GEDOK, die Gemeinschaft deutscher und österreichischer Künstlerinnen und Kunstfreundinnen, in Stuttgart, zu dem ausschließlich Frauen zugelassen waren. Unter den sieben eingereichten Entwürfen entschied sich die mit Dieter Oesterlen und Martin Elsaesser besetzte Jury für ihren.

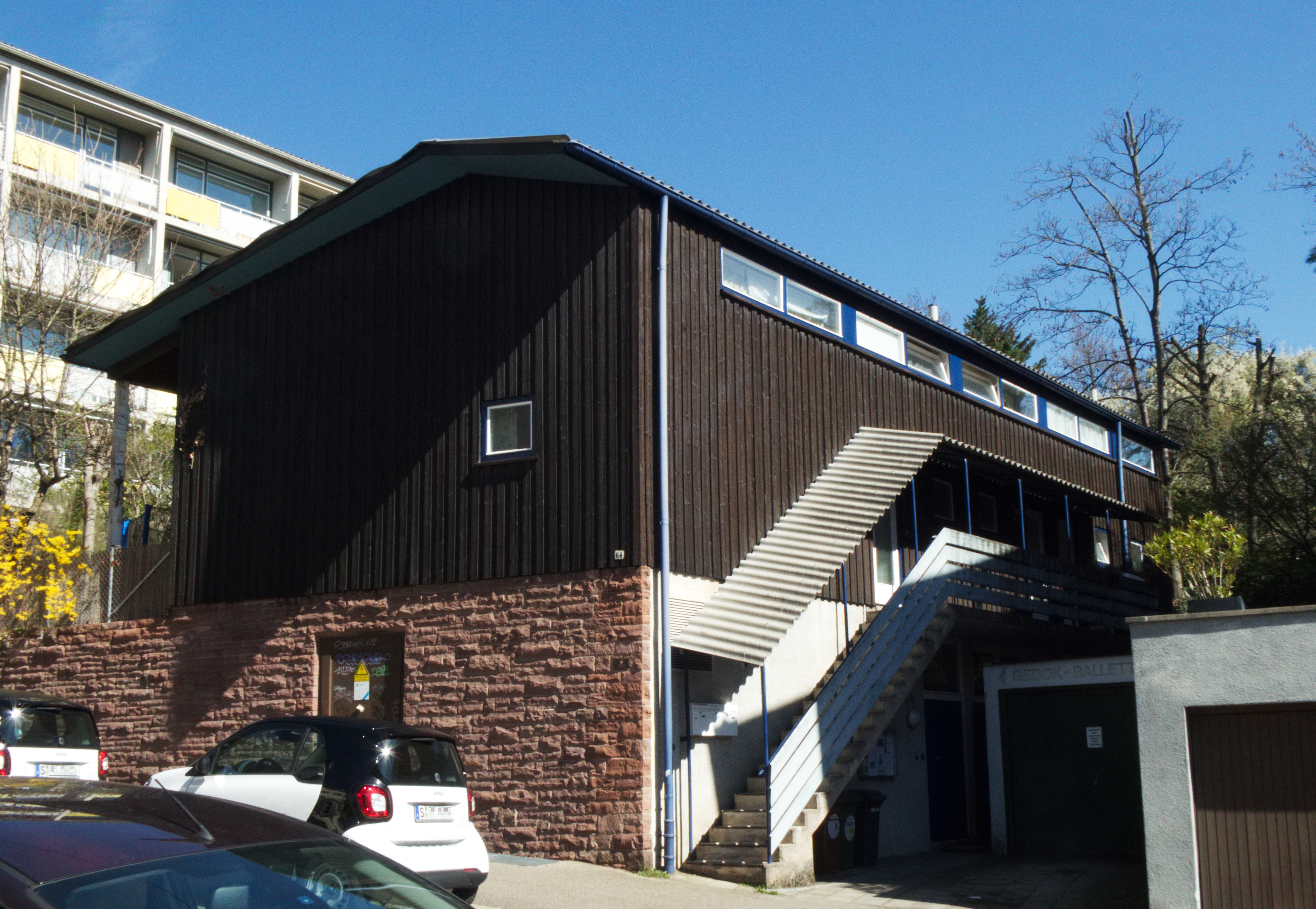
Gartenatelierhaus Seidenstraße 64 in Stuttgart

1956 heiratete Grit Bauer den Architekten Fritz Revellio und gebar drei Kinder. Sie bearbeitete seitdem nur noch kleinere Projekte, oft gemeinsam mit ihrem Mann. So entwarf sie 1958 zusammen mit Fritz Revellio das zum GEDOK-Ensemble gehörende Gartenatelierhaus Seidenstraße 64.
Grit Bauer-Revellio starb 2013, ihr Grab befindet sich auf dem Stuttgarter Waldfriedhof.

## GEDOK-Haus
Das 1953–1954 erbaute und 1955 bezogene GEDOK-Haus, Hölderlinstraße 17 in Stuttgart, war das größte und erfolgreichste Projekt der Architektin. Erstmals in der Geschichte der Architektur entstand ein Haus zum Wohnen und Arbeiten nur für Künstlerinnen. Angelehnt an das Neue Bauen, dessen Wohnbauten in Stuttgart in der 1927 errichteten Weißenhofsiedlung präsent sind, bzw. den Internationalen Stil hatte Bauer einen fünfgeschossigen Wohn- und Atelierbau entworfen, der zur Straßenseite hin kompakt und zur südlichen Hangseite transparent war. Er bot Platz für 22 Ateliers: Die großen Bildhauerateliers erhielten einen direkten Zugang zum Garten, im Norden befanden sich die Räume für die Malerinnen, nach Süden ausgerichtet und mit Balkonen versehen befanden sich die übrigen Wohn- und Arbeitsräume.
Das GEDOK-Haus steht seit 1992 auf der Liste der Kulturdenkmale in Baden-Württemberg. Es wurde Anfang der 2000er Jahre umfangreich saniert. Die Architektin bemängelte allerdings 2005, dass ihr Farbkonzept der Gesamtanlage verloren gegangen sei.

## Ehrungen und Auszeichnungen

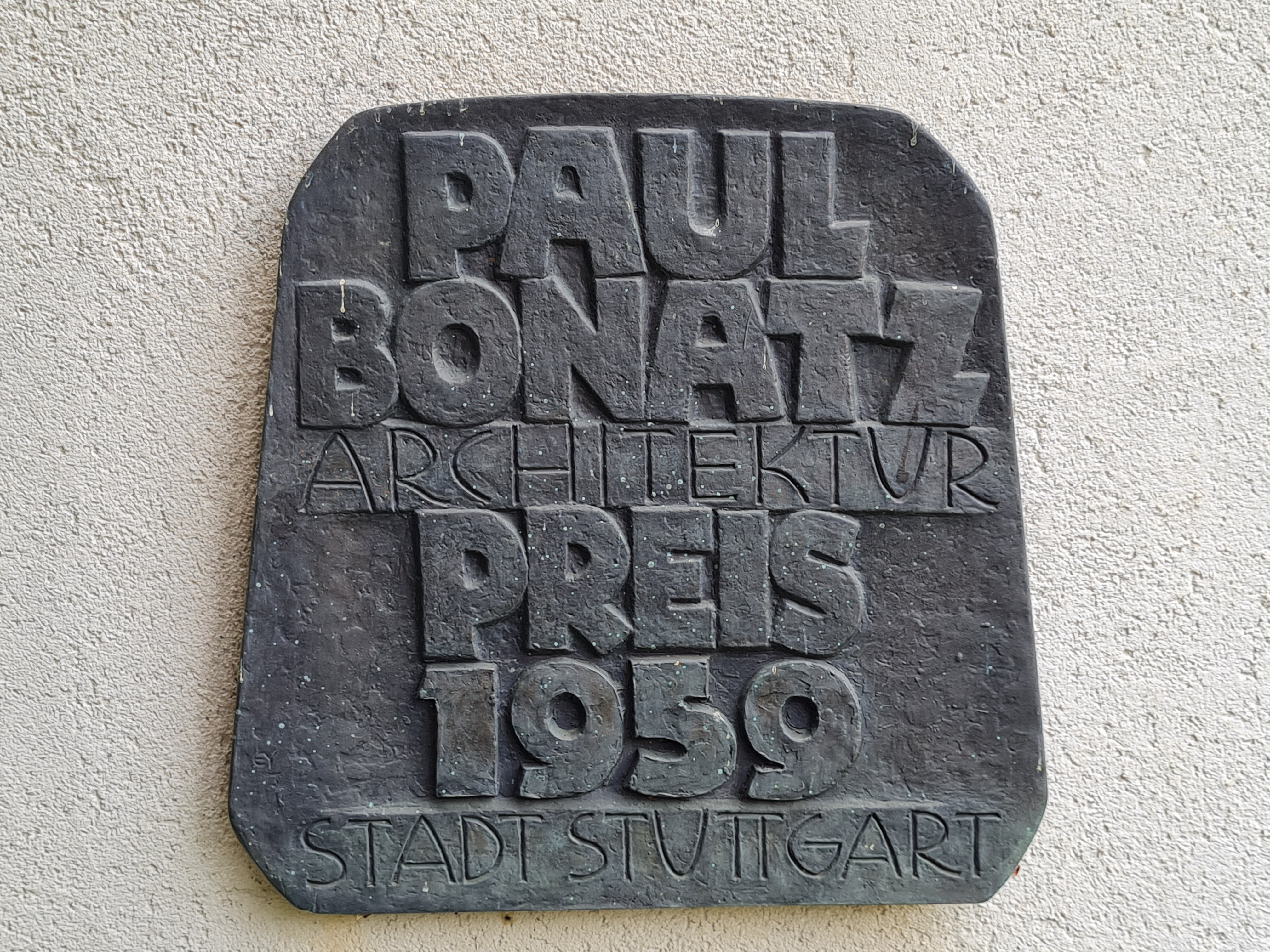
Plakette am Stuttgarter GEDOK-Haus rechts vom Eingang, Hölderlinstraße 17

Für das GEDOK-Haus erhielt Bauer-Revellio 1959 den Paul-Bonatz-Preis der Stadt Stuttgart.